# Влкас
Влкас (слч. Vlkas, мађ. Valkház) насељено је мјесто са административним статусом сеоске општине (слч. obec) у округу Нове Замки, у Њитранском крају, Словачка Република.

## Становништво
| Година:    | 1994. | 2004.    | 2014.   | 2024.   |
| ---------- | ----- | -------- | ------- | ------- |
| Број људи: | 380   | 307      | 334     | 303     |
| Разлика:   |       | -19,21 % | +8,79 % | -9,28 % |

| Година:    | 2023. | 2024.   |
| ---------- | ----- | ------- |
| Број људи: | 316   | 303     |
| Разлика:   |       | -4,11 % |

Према подацима о броју становника из 2011. године насеље је имало 336 становника.